# USA:s bostadsdepartement
USA:s bostads- och stadsplaneringsdepartement (engelska: United States Department of Housing and Urban Development), vanligen förkortat som HUD,  är USA:s bostadsministerium och en del av USA:s federala statsmakt.

## Bakgrund
Såväl departementet som befattningen som USA:s bostadsminister (engelska: Secretary of Housing and Urban Development) inrättades den 9 september 1965 då USA:s president Lyndon B. Johnson undertecknade lagförslaget som därefter trädde i kraft som "Department of Housing and Urban Development Act". Bostadsministern ingår av tradition i kabinettet och utses av presidenten med sentens "råd och samtycke" (dvs godkännande).
USA:s första bostadsminister och chef för departementet var Robert C. Weaver, som innehade ämbetet från januari 1966 till december 1968 och som även var den förste afroamerikanen att ingå i presidentens kabinett.